# Liverpool FC in het seizoen 2016/17
Dit artikel beschrijft de prestaties van de Engelse voetbalclub Liverpool FC in het seizoen 2016–2017.

## Selectie 2016/17
| No.           | Naam                | Nationaliteit | Geboortedatum | Vorige club             |
| ------------- | ------------------- | ------------- | ------------- | ----------------------- |
| Keepers       |                     |               |               |                         |
| 1             | Loris Karius        | Duitsland     | 22-06-1993    | Mainz 05                |
| 13            | Alex Manninger      | Oostenrijk    | 04-06-1977    | FC Augsburg             |
| 22            | Simon Mignolet      | België        | 06-03-1988    | Sunderland              |
| Verdedigers   |                     |               |               |                         |
| 2             | Nathaniel Clyne     | Engeland      | 05-04-1991    | Southampton             |
| 3             | Mamadou Sakho       | Frankrijk     | 13-02-1990    | Paris Saint-Germain     |
| 6             | Dejan Lovren        | Kroatië       | 05-07-1989    | Southampton             |
| 12            | Joe Gomez           | Engeland      | 23-05-1997    | Charlton Athletic       |
| 17            | Ragnar Klavan       | Estland       | 30-10-1985    | FC Augsburg             |
| 18            | Alberto Moreno      | Spanje        | 05-07-1992    | Sevilla                 |
| 26            | Tiago Ilori         | Portugal      | 26-02-1993    | Aston Villa             |
| 32            | Joël Matip          | Kameroen      | 08-08-1991    | Schalke 04              |
| 56            | Connor Randall      | Engeland      | 21-10-1995    | Shrewsbury Town         |
| 57            | Joe Maguire         | Engeland      | 18-01-1996    | Leyton Orient           |
| Middenvelders |                     |               |               |                         |
| 5             | Georginio Wijnaldum | Nederland     | 11-11-1990    | Newcastle United        |
| 7             | James Milner        | Engeland      | 04-01-1986    | Manchester City         |
| 10            | Philippe Coutinho   | Brazilië      | 12-06-1992    | Internazionale          |
| 14            | Jordan Henderson    | Engeland      | 17-06-1990    | Sunderland              |
| 16            | Marko Grujić        | Servië        | 13-04-1996    | Rode Ster Belgrado      |
| 20            | Adam Lallana        | Engeland      | 10-05-1988    | Southampton             |
| 21            | Lucas               | Brazilië      | 09-01-1987    | Grêmio                  |
| 23            | Emre Can            | Duitsland     | 12-01-1994    | Bayer Leverkusen        |
| 25            | Cameron Brannagan   | Engeland      | 09-05-1996    | /                       |
| 35            | Kevin Stewart       | Engeland      | 07-09-1993    | Swindon Town            |
| 53            | Oviemuno Ejaria     | Engeland      | 18-11-1997    | /                       |
| 54            | Sheyi Ojo           | Engeland      | 19-06-1997    | Wolverhampton Wanderers |
| 68            | Pedro Chirivella    | Spanje        | 23-05-1997    | /                       |
| Aanvallers    |                     |               |               |                         |
| 11            | Roberto Firmino     | Brazilië      | 02-10-1991    | 1899 Hoffenheim         |
| 15            | Daniel Sturridge    | Engeland      | 01-09-1989    | Chelsea                 |
| 19            | Sadio Mané          | Senegal       | 10-04-1992    | Southampton             |
| 27            | Divock Origi        | België        | 18-04-1995    | Lille                   |
| 28            | Danny Ings          | Engeland      | 23-07-1992    | Burnley                 |
| 58            | Ben Woodburn        | Wales         | 15-10-1999    | /                       |

- = Aanvoerder

### Technische staf
|                 |                     |                       |
| Functie         | Naam                | Nationaliteit         |
| Coach           | Jürgen Klopp (foto) | Duitsland             |
| Assistent-coach | Peter Krawietz      | Duitsland             |
| Assistent-coach | Željko Buvač        | Bosnië en Herzegovina |
| Keeperstrainer  | John Achterberg     | Nederland             |

## Resultaten
Een overzicht van de competities waaraan Liverpool in het seizoen 2016-2017 deelnam.
| Premier League | FA Cup      | League Cup   |
| -------------- | ----------- | ------------ |
|                |             |              |
| Vierde         | 1/16 finale | Halve finale |

## Uitrustingen
Shirtsponsor(s): Standard Chartered

Sportmerk: New Balance
| Thuis | Uit | Alternatief | Doelman | Doelman | Doelman |

## Transfers

### Zomer
| Naam                | Nationaliteit | Van/naar            | Prijs        |
| ------------------- | ------------- | ------------------- | ------------ |
| Inkomend            |               |                     |              |
| Joël Matip          | Kameroen      | FC Schalke 04       | Transfervrij |
| Alex Manninger      | Oostenrijk    | FC Augsburg         | Transfervrij |
| Loris Karius        | Duitsland     | FSV Mainz 05        | € 5.500.000  |
| Sadio Mané          | Senegal       | Southampton FC      | € 35.000.000 |
| Ragnar Klavan       | Estland       | FC Augsburg         | € 5.000.000  |
| Georginio Wijnaldum | Nederland     | Newcastle United    | € 27.000.000 |
| Uitgaand            |               |                     |              |
| Jordan Rossiter     | Engeland      | Glasgow Rangers     | Transfervrij |
| Kolo Touré          | Ivoorkust     | Celtic FC           | Transfervrij |
| Samed Yeşil         | Duitsland     |                     | Transfervrij |
| José Enrique        | Spanje        | Real Zaragoza       | Transfervrij |
| Mario Balotelli     | Italië        | OGC Nice            | Transfervrij |
| Steven Caulker      | Engeland      | Queens Park Rangers | Einde huur   |
| João Carlos         | Portugal      | FC Porto            | € 295.000    |
| Jerome Sinclair     | Engeland      | Watford FC          | € 4.700.000  |
| Sergi Canós         | Spanje        | Norwich City        | € 3.000.000  |
| Martin Škrtel       | Slowakije     | Fenerbahçe SK       | € 5.900.000  |
| Jordon Ibe          | Engeland      | Bournemouth         | € 17.600.000 |
| Joe Allen           | Wales         | Stoke City          | € 15.000.000 |
| Brad Smith          | Australië     | Bournemouth         | € 7.000.000  |
| Christian Benteke   | België        | Crystal Palace      | € 30.000.000 |

### Winter
| Naam        | Nationaliteit | Van/naar       | Prijs       |
| ----------- | ------------- | -------------- | ----------- |
| Uitgaand    |               |                |             |
| Tiago Ilori | Portugal      | Reading FC     | € 4.300.000 |
| Joe Maguire | Engeland      | Fleetwood Town | niet bekend |

### Verhuurde spelers
| Naam              | Nationaliteit | Van/naar          | Begin huur       | Einde huur      |
| ----------------- | ------------- | ----------------- | ---------------- | --------------- |
| Uitgaand          |               |                   |                  |                 |
| Ryan Fulton       | Schotland     | Chesterfield FC   | 10 juli 2016     | 30 juni 2017    |
| Danny Ward        | Wales         | Huddersfield Town | 11 juli 2016     | 30 juni 2017    |
| Ádám Bogdán       | Hongarije     | Wigan Athletic    | 20 juli 2016     | 30 juni 2017    |
| Ryan Kent         | Engeland      | Barnsley FC       | 26 juli 2016     | 30 juni 2017    |
| Jon Flanagan      | Engeland      | Burnley FC        | 5 augustus 2016  | 30 juni 2017    |
| Allan             | Brazilië      | Hertha BSC        | 5 augustus 2016  | 30 juni 2017    |
| Lazar Marković    | Servië        | Sporting Lissabon | 31 augustus 2016 | 23 januari 2017 |
| Lazar Marković    | Servië        | Hull City         | 23 januari 2017  | 30 juni 2017    |
| Pedro Chirivella  | Spanje        | Go Ahead Eagles   | 6 januari 2017   | 30 juni 2017    |
| Cameron Brannagan | Engeland      | Fleetwood Town    | 27 januari 2017  | 30 juni 2017    |
| Jack Dunn         | Engeland      | Tranmere Rovers   | 31 januari 2017  | 30 juni 2017    |
| Mamadou Sakho     | Frankrijk     | Crystal Palace    | 1 februari 2017  | 30 juni 2017    |

## Premier League

### Wedstrijden
| Wedstrijddetails                                       | Thuisploeg                                                            | Uitslag                     | Uitploeg                                          | Opstelling | Kaarten                                                      |
| ------------------------------------------------------ | --------------------------------------------------------------------- | --------------------------- | ------------------------------------------------- | --- | ------------------------------------------------------------ |
| Heenronde                                              |                                                                       |                             |                                                   | |                                                              |
| 14 augustus 2016 17:00 Emirates Stadium Londen         | Arsenal FC                                                            | 3-4                         | Liverpool FC                                      | Mignolet Clyne, Lovren, Klavan, Moreno Lallana (76' Origi), Henderson, Wijnaldum (88' Stewart) Mané, Firmino, Coutinho (70' Can)        | 26' Lallana 29' Moreno 41' Lovren                            |
| 14 augustus 2016 17:00 Emirates Stadium Londen         | 31' Walcott 64' Oxlade-Chamberlain 75' Chambers                       | 1-0 1-1 1-2 1-3 1-4 2-4 3-4 | 45+1' Coutinho 49' Lallana 59' Coutinho 63' Mané  | Mignolet Clyne, Lovren, Klavan, Moreno Lallana (76' Origi), Henderson, Wijnaldum (88' Stewart) Mané, Firmino, Coutinho (70' Can)        | 26' Lallana 29' Moreno 41' Lovren                            |
| 20 augustus 2016 16:00 Turf Moor Burnley               | Burnley FC                                                            | 2-0                         | Liverpool FC                                      | Mignolet Clyne, Lovren, Klavan, Milner (77' Moreno) Lallana (78' Grujić), Henderson, Wijnaldum Sturridge (65' Origi), Firmino, Coutinho | 65' Henderson                                                |
| 20 augustus 2016 16:00 Turf Moor Burnley               | 2' Vokes 37' Gray                                                     | 1-0 2-0                     |                                                   | Mignolet Clyne, Lovren, Klavan, Milner (77' Moreno) Lallana (78' Grujić), Henderson, Wijnaldum Sturridge (65' Origi), Firmino, Coutinho | 65' Henderson                                                |
| 27 augustus 2016 13:30 White Hart Lane Londen          | Tottenham Hotspur                                                     | 1-1                         | Liverpool FC                                      | Mignolet Clyne, Matip, Lovren, Milner Lallana (90+4' Stewart), Henderson, Wijnaldum Mané (88' Sturridge), Firmino, Coutinho (69' Origi) | 32' Mané 45+1' Coutinho 63' Lovren 85' Henderson 90+4' Matip |
| 27 augustus 2016 13:30 White Hart Lane Londen          | 72' Rose                                                              | 0-1 1-1                     | 43' Milner (pen.)                                 | Mignolet Clyne, Matip, Lovren, Milner Lallana (90+4' Stewart), Henderson, Wijnaldum Mané (88' Sturridge), Firmino, Coutinho (69' Origi) | 32' Mané 45+1' Coutinho 63' Lovren 85' Henderson 90+4' Matip |
| 10 september 2016 18:30 Anfield Liverpool              | Liverpool FC                                                          | 4-1                         | Leicester City                                    | Mignolet Clyne, Matip, Lucas, Milner Lallana, Henderson, Wijnaldum (76' Stewart) Mané (90+3' Moreno), Sturridge (76' Coutinho), Firmino | 44' Henderson                                                |
| 10 september 2016 18:30 Anfield Liverpool              | 13' Firmino 31' Mané 56' Lallana 89' Firmino                          | 1-0 2-0 2-1 3-1 4-1         | 38' Vardy                                         | Mignolet Clyne, Matip, Lucas, Milner Lallana, Henderson, Wijnaldum (76' Stewart) Mané (90+3' Moreno), Sturridge (76' Coutinho), Firmino | 44' Henderson                                                |
| 16 september 2016 21:00 Stamford Bridge Londen         | Chelsea FC                                                            | 1-2                         | Liverpool FC                                      | Mignolet Clyne, Matip, Lovren, Milner Lallana, Henderson, Wijnaldum (90' Stewart) Mané, Sturridge (57' Origi), Coutinho (82' Lucas)     | 88' Lucas                                                    |
| 16 september 2016 21:00 Stamford Bridge Londen         | 61' Costa                                                             | 0-1 0-2 1-2                 | 17' Lovren 36' Henderson                          | Mignolet Clyne, Matip, Lovren, Milner Lallana, Henderson, Wijnaldum (90' Stewart) Mané, Sturridge (57' Origi), Coutinho (82' Lucas)     | 88' Lucas                                                    |
| 24 september 2016 16:00 Anfield Liverpool              | Liverpool FC                                                          | 5-1                         | Hull City                                         | Karius Clyne, Matip, Klavan, Milner Lallana (69' Sturridge), Henderson (74' Can), Wijnaldum Mané, Firmino, Coutinho (74' Grujić)        | 19' Milner                                                   |
| 24 september 2016 16:00 Anfield Liverpool              | 17' Lallana 30' Milner (pen.) 36' Mané 52' Coutinho 71' Milner (pen.) | 1-0 2-0 3-0 3-1 4-1 5-1     | 51' Meyler                                        | Karius Clyne, Matip, Klavan, Milner Lallana (69' Sturridge), Henderson (74' Can), Wijnaldum Mané, Firmino, Coutinho (74' Grujić)        | 19' Milner                                                   |
| 1 oktober 2016 13:30 Liberty Stadium Swansea           | Swansea City                                                          | 1-2                         | Liverpool FC                                      | Karius Clyne, Matip, Lovren, Milner Lallana (23' Sturridge), Henderson, Wijnaldum (85' Can) Mané, Firmino (85' Origi), Coutinho         | 25' Henderson 69' Sturridge                                  |
| 1 oktober 2016 13:30 Liberty Stadium Swansea           | 8' Fer                                                                | 1-0 1-1 1-2                 | 54' Firmino 84' Milner (pen.)                     | Karius Clyne, Matip, Lovren, Milner Lallana (23' Sturridge), Henderson, Wijnaldum (85' Can) Mané, Firmino (85' Origi), Coutinho         | 25' Henderson 69' Sturridge                                  |
| 17 oktober 2016 21:00 Anfield Liverpool                | Liverpool FC                                                          | 0-0                         | Manchester United                                 | Karius Clyne, Matip, Lovren, Milner (86' Moreno) Can, Henderson, Coutinho Mané, Sturridge (60' Lallana), Firmino (85' Origi)            |                                                              |
| 17 oktober 2016 21:00 Anfield Liverpool                |                                                                       |                             |                                                   | Karius Clyne, Matip, Lovren, Milner (86' Moreno) Can, Henderson, Coutinho Mané, Sturridge (60' Lallana), Firmino (85' Origi)            |                                                              |
| 22 oktober 2016 18:30 Anfield Liverpool                | Liverpool FC                                                          | 2-1                         | West Bromwich Albion                              | Karius Clyne, Matip, Lovren, Milner Lallana (79' Wijnaldum), Henderson, Can Mané (90+1' Origi), Firmino, Coutinho (88' Lucas)           | 88' Henderson                                                |
| 22 oktober 2016 18:30 Anfield Liverpool                | 20' Mané 35' Coutinho                                                 | 1-0 2-0 2-1                 | 81' McAuley                                       | Karius Clyne, Matip, Lovren, Milner Lallana (79' Wijnaldum), Henderson, Can Mané (90+1' Origi), Firmino, Coutinho (88' Lucas)           | 88' Henderson                                                |
| 29 oktober 2016 18:30 Selhurst Park Londen             | Crystal Palace                                                        | 2-4                         | Liverpool FC                                      | Karius Clyne, Matip, Lovren, Moreno Lallana (76' Wijnaldum), Henderson, Can Mané (90+2' Klavan), Firmino, Coutinho (89' Origi)          | 49' Can 72' Firmino                                          |
| 29 oktober 2016 18:30 Selhurst Park Londen             | 18' McArthur 33' McArthur                                             | 0-1 1-1 1-2 2-2 2-3 2-4     | 16' Can 21' Lovren 44' Matip 71' Firmino          | Karius Clyne, Matip, Lovren, Moreno Lallana (76' Wijnaldum), Henderson, Can Mané (90+2' Klavan), Firmino, Coutinho (89' Origi)          | 49' Can 72' Firmino                                          |
| 6 november 2016 15:15 Anfield Liverpool                | Liverpool FC                                                          | 6-1                         | Watford FC                                        | Karius Clyne, Matip, Lucas, Milner Lallana (71' Sturridge), Henderson, Can Mané (63' Wijnaldum), Firmino, Coutinho (87' Ejaria)         | 49' Can 72' Firmino                                          |
| 6 november 2016 15:15 Anfield Liverpool                | 27' Mané 30' Coutinho 43' Can 57' Firmino 60' Mané 90+1' Wijnaldum    | 1-0 2-0 3-0 4-0 5-0 5-1 6-1 | 75' Janmaat                                       | Karius Clyne, Matip, Lucas, Milner Lallana (71' Sturridge), Henderson, Can Mané (63' Wijnaldum), Firmino, Coutinho (87' Ejaria)         | 49' Can 72' Firmino                                          |
| 19 november 2016 16:00 St. Mary's Stadium Southampton  | Southampton FC                                                        | 0-0                         | Liverpool FC                                      | Karius Clyne, Matip, Lovren, Milner Wijnaldum, Henderson, Can (78' Sturridge) Mané (90+1' Origi), Firmino, Coutinho                     | 78' Coutinho                                                 |
| 19 november 2016 16:00 St. Mary's Stadium Southampton  |                                                                       |                             |                                                   | Karius Clyne, Matip, Lovren, Milner Wijnaldum, Henderson, Can (78' Sturridge) Mané (90+1' Origi), Firmino, Coutinho                     | 78' Coutinho                                                 |
| 26 november 2016 16:00 Anfield Liverpool               | Liverpool FC                                                          | 2-0                         | Sunderland                                        | Karius Clyne, Matip, Lovren, Milner Wijnaldum (90+2' Woodburn), Henderson, Can Mané, Firmino (87' Lucas), Coutinho (34' Origi)          | 67' Lovren                                                   |
| 26 november 2016 16:00 Anfield Liverpool               | 75' Origi 90+1' Milner (pen.)                                         | 1-0 2-0                     |                                                   | Karius Clyne, Matip, Lovren, Milner Wijnaldum (90+2' Woodburn), Henderson, Can Mané, Firmino (87' Lucas), Coutinho (34' Origi)          | 67' Lovren                                                   |
| 4 december 2016 14:30 Vitality Stadium Bournemouth     | Bournemouth                                                           | 4-3                         | Liverpool FC                                      | Karius Clyne, Lucas, Lovren, Milner Wijnaldum, Henderson, Can Mané (69' Lallana), Origi, Firmino                                        | 53' Henderson 87' Can                                        |
| 4 december 2016 14:30 Vitality Stadium Bournemouth     | 56' Wilson (pen.) 76' Fraser 78' Cook 90+3' Aké                       | 0-1 0-2 1-2 1-3 2-3 3-3 4-3 | 20' Mané 22' Origi 64' Can                        | Karius Clyne, Lucas, Lovren, Milner Wijnaldum, Henderson, Can Mané (69' Lallana), Origi, Firmino                                        | 53' Henderson 87' Can                                        |
| 11 december 2016 17:30 Anfield Liverpool               | Liverpool FC                                                          | 2-2                         | West Ham United                                   | Karius Clyne, Matip, Lovren (46' Klavan), Milner Lallana, Henderson, Wijnaldum Mané, Origi, Firmino                                     | 53' Firmino 76' Mané                                         |
| 11 december 2016 17:30 Anfield Liverpool               | 5' Lallana 48' Origi                                                  | 1-0 1-1 1-2 2-2             | 27' Payet 39' Antonio                             | Karius Clyne, Matip, Lovren (46' Klavan), Milner Lallana, Henderson, Wijnaldum Mané, Origi, Firmino                                     | 53' Firmino 76' Mané                                         |
| 14 december 2016 20:45 Riverside Stadium Middlesbrough | Middlesbrough FC                                                      | 0-3                         | Liverpool FC                                      | Mignolet Clyne, Lovren, Klavan, Milner Lallana (82' Lucas), Henderson, Wijnaldum (87' Ejaria) Mané, Origi (90+1' Arnold), Firmino       |                                                              |
| 14 december 2016 20:45 Riverside Stadium Middlesbrough |                                                                       | 0-1 0-2 0-3                 | 29' Lallana 60' Origi 68' Lallana                 | Mignolet Clyne, Lovren, Klavan, Milner Lallana (82' Lucas), Henderson, Wijnaldum (87' Ejaria) Mané, Origi (90+1' Arnold), Firmino       |                                                              |
| 19 december 2016 21:00 Goodison Park Liverpool         | Everton FC                                                            | 0-1                         | Liverpool FC                                      | Mignolet Clyne, Lovren, Klavan, Milner Lallana (82' Can), Henderson, Wijnaldum Mané (90+8' Lucas), Origi (82' Sturridge), Firmino       | 56' Lovren                                                   |
| 19 december 2016 21:00 Goodison Park Liverpool         |                                                                       | 0-1                         | 90+4' Mané                                        | Mignolet Clyne, Lovren, Klavan, Milner Lallana (82' Can), Henderson, Wijnaldum Mané (90+8' Lucas), Origi (82' Sturridge), Firmino       | 56' Lovren                                                   |
| 27 december 2016 18:15 Anfield Liverpool               | Liverpool FC                                                          | 4-1                         | Stoke City                                        | Mignolet Clyne, Lovren, Klavan, Milner Lallana (69' Can), Henderson, Wijnaldum Mané, Origi (70' Sturridge), Firmino (79' Moreno)        | 56' Lovren                                                   |
| 27 december 2016 18:15 Anfield Liverpool               | 34' Lallana 44' Firmino 59' Imbula (own) 70' Sturridge                | 0-1 1-1 2-1 3-1 4-1         | 12' Walters                                       | Mignolet Clyne, Lovren, Klavan, Milner Lallana (69' Can), Henderson, Wijnaldum Mané, Origi (70' Sturridge), Firmino (79' Moreno)        | 56' Lovren                                                   |
| 31 december 2016 18:30 Anfield Liverpool               | Liverpool FC                                                          | 1-0                         | Manchester City                                   | Mignolet Clyne, Lovren, Klavan, Milner Wijnaldum, Henderson (64' Origi), Can Mané (89' Lucas), Firmino, Lallana                         | 7' Klavan 75' Can                                            |
| 31 december 2016 18:30 Anfield Liverpool               | 8' Wijnaldum                                                          | 1-0                         |                                                   | Mignolet Clyne, Lovren, Klavan, Milner Wijnaldum, Henderson (64' Origi), Can Mané (89' Lucas), Firmino, Lallana                         | 7' Klavan 75' Can                                            |
| Terugronde                                             |                                                                       |                             |                                                   | |                                                              |
| 2 januari 2017 16:00 Stadium of Light Sunderland       | Sunderland                                                            | 2-2                         | Liverpool FC                                      | Mignolet Clyne, Lovren, Klavan, Milner (46' Moreno) Lallana, Can, Wijnaldum (73' Origi) Mané, Sturridge (80' Lucas), Firmino            | 30' Milner 83' Mané 83' Lallana                              |
| 2 januari 2017 16:00 Stadium of Light Sunderland       | 25' Defoe (pen.) 84' Defoe (pen.)                                     | 0-1 1-1 1-2 2-2             | 19' Sturridge 72' Mané                            | Mignolet Clyne, Lovren, Klavan, Milner (46' Moreno) Lallana, Can, Wijnaldum (73' Origi) Mané, Sturridge (80' Lucas), Firmino            | 30' Milner 83' Mané 83' Lallana                              |
| 15 januari 2017 17:00 Old Trafford Manchester          | Manchester United                                                     | 1-1                         | Liverpool FC                                      | Mignolet Arnold, Lovren, Klavan, Milner Wijnaldum, Henderson, Can Firmino, Origi (61' Coutinho), Lallana                                | 31' Lovren 61' Wijnaldum 90+1' Firmino                       |
| 15 januari 2017 17:00 Old Trafford Manchester          | 84' Ibrahimović                                                       | 0-1 1-1                     | 27' Milner (pen.)                                 | Mignolet Arnold, Lovren, Klavan, Milner Wijnaldum, Henderson, Can Firmino, Origi (61' Coutinho), Lallana                                | 31' Lovren 61' Wijnaldum 90+1' Firmino                       |
| 21 januari 2017 13:30 Anfield Liverpool                | Liverpool FC                                                          | 2-3                         | Swansea City                                      | Mignolet Clyne, Lovren, Klavan, Milner Wijnaldum (90+4' Matip), Henderson, Can (70' Origi) Lallana, Firmino, Coutinho (57' Sturridge)   | 36' Klavan                                                   |
| 21 januari 2017 13:30 Anfield Liverpool                | 55' Firmino 69' Firmino                                               | 0-1 0-2 1-2 2-2 2-3         | 48' Llorente 52' Llorente 74' Sigurðsson          | Mignolet Clyne, Lovren, Klavan, Milner Wijnaldum (90+4' Matip), Henderson, Can (70' Origi) Lallana, Firmino, Coutinho (57' Sturridge)   | 36' Klavan                                                   |
| 31 januari 2017 21:00 Anfield Liverpool                | Liverpool FC                                                          | 1-1                         | Chelsea FC                                        | Mignolet Clyne, Matip, Lovren, Milner Wijnaldum, Henderson, Can Lallana (90' Origi), Firmino, Coutinho (75' Mané)                       | 45' Henderson 59' Milner                                     |
| 31 januari 2017 21:00 Anfield Liverpool                | 57' Wijnaldum                                                         | 0-1 1-1                     | 24' Luiz                                          | Mignolet Clyne, Matip, Lovren, Milner Wijnaldum, Henderson, Can Lallana (90' Origi), Firmino, Coutinho (75' Mané)                       | 45' Henderson 59' Milner                                     |
| 4 februari 2017 16:00 KCOM Stadium Hull                | Hull City                                                             | 2-0                         | Liverpool FC                                      | Mignolet Clyne, Matip, Lucas, Milner (83' Moreno) Lallana (83' Origi), Henderson, Can (67' Sturridge) Mané, Firmino, Coutinho           | 40' Milner                                                   |
| 4 februari 2017 16:00 KCOM Stadium Hull                | 44' N'Diaye 84' Niasse                                                | 1-0 2-0                     |                                                   | Mignolet Clyne, Matip, Lucas, Milner (83' Moreno) Lallana (83' Origi), Henderson, Can (67' Sturridge) Mané, Firmino, Coutinho           | 40' Milner                                                   |
| 11 februari 2017 18:30 Anfield Liverpool               | Liverpool FC                                                          | 2-0                         | Tottenham Hotspur                                 | Mignolet Clyne, Matip, Lucas (82' Klavan), Milner Lallana, Henderson, Wijnaldum Mané (90+2' Arnold), Firmino, Coutinho (77' Can)        | 53' Henderson 56' Matip 68' Milner                           |
| 11 februari 2017 18:30 Anfield Liverpool               | 16' Mané 18' Mané                                                     | 1-0 2-0                     |                                                   | Mignolet Clyne, Matip, Lucas (82' Klavan), Milner Lallana, Henderson, Wijnaldum Mané (90+2' Arnold), Firmino, Coutinho (77' Can)        | 53' Henderson 56' Matip 68' Milner                           |
| 27 februari 2017 21:00 King Power Stadium Leicester    | Leicester City                                                        | 3-1                         | Liverpool FC                                      | Mignolet Clyne, Matip, Lucas (84' Woodburn), Milner Lallana (66' Origi), Can, Wijnaldum Mané (66' Moreno), Firmino, Coutinho            |                                                              |
| 27 februari 2017 21:00 King Power Stadium Leicester    | 28' Vardy 39' Drinkwater 60' Vardy                                    | 1-0 2-0 3-0 3-1             | 68' Coutinho                                      | Mignolet Clyne, Matip, Lucas (84' Woodburn), Milner Lallana (66' Origi), Can, Wijnaldum Mané (66' Moreno), Firmino, Coutinho            |                                                              |
| 4 maart 2017 18:30 Anfield Liverpool                   | Liverpool FC                                                          | 3-1                         | Arsenal FC                                        | Mignolet Clyne, Matip, Klavan, Milner Wijnaldum, Can, Lallana (90+2' Lucas) Mané (90+3' Arnold), Firmino, Coutinho (80' Origi)          | 68' Can                                                      |
| 4 maart 2017 18:30 Anfield Liverpool                   | 9' Firmino 40' Mané 90+1' Wijnaldum                                   | 1-0 2-0 2-1 3-1             | 57' Welbeck                                       | Mignolet Clyne, Matip, Klavan, Milner Wijnaldum, Can, Lallana (90+2' Lucas) Mané (90+3' Arnold), Firmino, Coutinho (80' Origi)          | 68' Can                                                      |
| 12 maart 2017 17:00 Anfield Liverpool                  | Liverpool FC                                                          | 2-1                         | Burnley FC                                        | Mignolet Clyne, Matip, Klavan, Milner Wijnaldum, Can, Lallana Mané, Origi (79' Lucas), Coutinho (60' Woodburn)                          | 63' Can 87' Lallana                                          |
| 12 maart 2017 17:00 Anfield Liverpool                  | 45+1' Wijnaldum 61' Can                                               | 0-1 1-1 2-1                 | 7' Barnes                                         | Mignolet Clyne, Matip, Klavan, Milner Wijnaldum, Can, Lallana Mané, Origi (79' Lucas), Coutinho (60' Woodburn)                          | 63' Can 87' Lallana                                          |
| 19 maart 2017 17:30 Etihad Stadium Manchester          | Manchester City                                                       | 1-1                         | Liverpool FC                                      | Mignolet Clyne, Matip, Klavan, Milner Lallana, Can, Wijnaldum Mané, Firmino (89' Lucas), Coutinho (73' Origi)                           | 16' Firmino 43' Matip 89' Mané                               |
| 19 maart 2017 17:30 Etihad Stadium Manchester          | 69' Agüero                                                            | 0-1 1-1                     | 51' Milner (pen.)                                 | Mignolet Clyne, Matip, Klavan, Milner Lallana, Can, Wijnaldum Mané, Firmino (89' Lucas), Coutinho (73' Origi)                           | 16' Firmino 43' Matip 89' Mané                               |
| 1 april 2017 13:30 Anfield Liverpool                   | Liverpool FC                                                          | 3-1                         | Everton FC                                        | Mignolet Clyne, Matip, Lovren, Milner Can, Lucas, Wijnaldum Mané (57' Origi), Firmino (90' Klavan), Coutinho (74' Arnold)               | 68' Can                                                      |
| 1 april 2017 13:30 Anfield Liverpool                   | 8' Mané 31' Coutinho 60' Origi                                        | 1-0 1-1 2-1 3-1             | 28' Pennington                                    | Mignolet Clyne, Matip, Lovren, Milner Can, Lucas, Wijnaldum Mané (57' Origi), Firmino (90' Klavan), Coutinho (74' Arnold)               | 68' Can                                                      |
| 5 april 2017 21:00 Anfield Liverpool                   | Liverpool FC                                                          | 2-2                         | Bournemouth                                       | Mignolet Clyne, Lovren, Klavan, Milner Can, Lucas, Wijnaldum Firmino, Origi, Coutinho (65' Matip)                                       | 28' Lucas                                                    |
| 5 april 2017 21:00 Anfield Liverpool                   | 40' Coutinho 59' Origi                                                | 0-1 1-1 2-1 2-2             | 7' Afobe 87' King                                 | Mignolet Clyne, Lovren, Klavan, Milner Can, Lucas, Wijnaldum Firmino, Origi, Coutinho (65' Matip)                                       | 28' Lucas                                                    |
| 8 april 2017 16:00 Britannia Stadium Stoke-on-Trent    | Stoke City                                                            | 1-2                         | Liverpool FC                                      | Mignolet Lovren, Matip, Klavan Arnold (46' Coutinho), Wijnaldum, Can, Milner, Clyne Woodburn (46' Firmino), Origi (68' Sturridge)       | 48' Klavan 73' Firmino                                       |
| 8 april 2017 16:00 Britannia Stadium Stoke-on-Trent    | 44' Walters                                                           | 1-0 1-1 1-2                 | 70' Coutinho 72' Firmino                          | Mignolet Lovren, Matip, Klavan Arnold (46' Coutinho), Wijnaldum, Can, Milner, Clyne Woodburn (46' Firmino), Origi (68' Sturridge)       | 48' Klavan 73' Firmino                                       |
| 16 april 2017 14:30 The Hawthorns West Bromwich        | West Bromwich Albion                                                  | 0-1                         | Liverpool FC                                      | Mignolet Clyne, Matip, Lovren, Milner Wijnaldum, Lucas, Can Firmino, Origi (82' Sturridge), Coutinho (90+2' Moreno)                     | 72' Lucas                                                    |
| 16 april 2017 14:30 The Hawthorns West Bromwich        |                                                                       | 0-1                         | 45+1' Firmino                                     | Mignolet Clyne, Matip, Lovren, Milner Wijnaldum, Lucas, Can Firmino, Origi (82' Sturridge), Coutinho (90+2' Moreno)                     | 72' Lucas                                                    |
| 23 april 2017 17:30 Anfield Liverpool                  | Liverpool FC                                                          | 1-2                         | Crystal Palace                                    | Mignolet Clyne (84' Grujić), Matip, Lovren (79' Arnold), Milner (82' Moreno) Can, Lucas, Wijnaldum Firmino, Origi, Coutinho             | 89' Grujić                                                   |
| 23 april 2017 17:30 Anfield Liverpool                  | 24' Coutinho                                                          | 1-0 1-1 1-2                 | 42' Benteke 74' Benteke                           | Mignolet Clyne (84' Grujić), Matip, Lovren (79' Arnold), Milner (82' Moreno) Can, Lucas, Wijnaldum Firmino, Origi, Coutinho             | 89' Grujić                                                   |
| 1 mei 2017 21:00 Vicarage Road Watford                 | Watford FC                                                            | 0-1                         | Liverpool FC                                      | Mignolet Clyne, Matip, Lovren, Milner Lucas, Wijnaldum, Can Coutinho (13' Lallana)(87' Klavan), Origi (84' Sturridge), Firmino          | 44' Lucas                                                    |
| 1 mei 2017 21:00 Vicarage Road Watford                 |                                                                       | 0-1                         | 45+2' Can                                         | Mignolet Clyne, Matip, Lovren, Milner Lucas, Wijnaldum, Can Coutinho (13' Lallana)(87' Klavan), Origi (84' Sturridge), Firmino          | 44' Lucas                                                    |
| 7 mei 2017 14:30 Anfield Liverpool                     | Liverpool FC                                                          | 0-0                         | Southampton FC                                    | Mignolet Clyne, Matip, Lovren, Milner Can, Lucas (69' Lallana), Wijnaldum (87' Grujić) Firmino, Origi (69' Sturridge), Coutinho         | 89' Lovren                                                   |
| 7 mei 2017 14:30 Anfield Liverpool                     |                                                                       |                             |                                                   | Mignolet Clyne, Matip, Lovren, Milner Can, Lucas (69' Lallana), Wijnaldum (87' Grujić) Firmino, Origi (69' Sturridge), Coutinho         | 89' Lovren                                                   |
| 14 mei 2017 15:15 London Stadium Londen                | West Ham United                                                       | 0-4                         | Liverpool FC                                      | Mignolet Clyne, Matip, Lovren, Milner Wijnaldum, Can, Lallana (89' Grujić), Coutinho (89' Woodburn) Origi, Sturridge (87' Lucas)        |                                                              |
| 14 mei 2017 15:15 London Stadium Londen                |                                                                       | 0-1 0-2 0-3 0-4             | 35' Sturridge 57' Coutinho 61' Coutinho 76' Origi | Mignolet Clyne, Matip, Lovren, Milner Wijnaldum, Can, Lallana (89' Grujić), Coutinho (89' Woodburn) Origi, Sturridge (87' Lucas)        |                                                              |
| 21 mei 2017 16:00 Anfield Liverpool                    | Liverpool FC                                                          | 3-0                         | Middlesbrough FC                                  | Mignolet Clyne, Matip, Lovren, Milner (86' Moreno) Wijnaldum, Can, Lallana, Coutinho Sturridge (82' Origi), Firmino (79' Lucas)         |                                                              |
| 21 mei 2017 16:00 Anfield Liverpool                    | 45+1' Wijnaldum 51' Coutinho 56' Lallana                              | 1-0 2-0 3-0                 |                                                   | Mignolet Clyne, Matip, Lovren, Milner (86' Moreno) Wijnaldum, Can, Lallana, Coutinho Sturridge (82' Origi), Firmino (79' Lucas)         |                                                              |

### Overzicht
| Speeldag  | 1 | 2  | 3  | 4 | 5  | 6  | 7  | 8  | 9  | 10 | 11 | 12 | 13 | 14 | 15 | 16 | 17 | 18 | 19 | 20 | 21 | 22 | 23 | 24 | 25 | 26 | 27 | 28 | 29 | 30 | 31 | 32 | 33 | 34 | 35 | 36 | 37 | 38 |
| --------- | - | -- | -- | - | -- | -- | -- | -- | -- | -- | -- | -- | -- | -- | -- | -- | -- | -- | -- | -- | -- | -- | -- | -- | -- | -- | -- | -- | -- | -- | -- | -- | -- | -- | -- | -- | -- | -- |
| Resultaat | w | v  | g  | w | w  | w  | w  | g  | w  | w  | w  | g  | w  | v  | g  | w  | w  | w  | w  | g  | g  | v  | g  | v  | w  | v  | w  | w  | g  | w  | g  | w  | w  | v  | w  | g  | w  | w  |
| Punten    | 3 | 3  | 4  | 7 | 10 | 13 | 16 | 17 | 20 | 23 | 26 | 27 | 30 | 30 | 31 | 34 | 37 | 40 | 43 | 44 | 45 | 45 | 46 | 46 | 49 | 49 | 52 | 55 | 56 | 59 | 60 | 63 | 66 | 66 | 69 | 70 | 73 | 76 |
| Positie   | 2 | 11 | 11 | 5 | 6  | 4  | 4  | 4  | 3  | 3  | 1  | 2  | 2  | 3  | 3  | 2  | 2  | 2  | 2  | 2  | 3  | 4  | 4  | 5  | 5  | 5  | 4  | 4  | 4  | 3  | 3  | 3  | 3  | 3  | 3  | 3  | 3  | 4  |

## FA Cup
| FA Cup                                   |                      |             |                              | |                              |
| Wedstrijddetails                         | Thuisploeg           | Uitslag     | Uitploeg                     | Opstelling | Kaarten                      |
| 1/32 finale                              |                      |             |                              | |                              |
| 8 januari 2017 14:30 Anfield Liverpool   | Liverpool FC         | 0-0         | Plymouth Argyle (IV)         | Karius Arnold, Gomez, Lucas, Moreno Can (63' Sturridge), Stewart, Ejaria (75' Lallana) Ojo, Origi, Woodburn (75' Firmino)       |                              |
| 8 januari 2017 14:30 Anfield Liverpool   |                      |             |                              | Karius Arnold, Gomez, Lucas, Moreno Can (63' Sturridge), Stewart, Ejaria (75' Lallana) Ojo, Origi, Woodburn (75' Firmino)       |                              |
| Replay – 1/32 finale                     |                      |             |                              | |                              |
| 18 januari 2017 20:45 Home Park Plymouth | Plymouth Argyle (IV) | 0-1         | Liverpool FC                 | Karius Arnold, Gomez, Lucas, Moreno Coutinho (65' Wilson), Stewart, Ejaria Sturridge (76' Ojo), Origi, Woodburn                 | 25' Gomez 51' Ejaria 84' Ojo |
| 18 januari 2017 20:45 Home Park Plymouth |                      | 0-1         | 18' Lucas                    | Karius Arnold, Gomez, Lucas, Moreno Coutinho (65' Wilson), Stewart, Ejaria Sturridge (76' Ojo), Origi, Woodburn                 | 25' Gomez 51' Ejaria 84' Ojo |
| 1/16 finale                              |                      |             |                              | |                              |
| 28 januari 2017 13:30 Anfield Liverpool  | Liverpool FC         | 1-2         | Wolverhampton Wanderers (II) | Karius Randal (46' Coutinho), Gomez, Klavan, Moreno Ejaria (74' Can), Lucas, Wijnaldum Woodburn, Origi, Firmino (65' Sturridge) | 51' Wijnaldum                |
| 28 januari 2017 13:30 Anfield Liverpool  | 86' Origi            | 0-1 0-2 1-2 | 1' Stearman 41' Weimann      | Karius Randal (46' Coutinho), Gomez, Klavan, Moreno Ejaria (74' Can), Lucas, Wijnaldum Woodburn, Origi, Firmino (65' Sturridge) | 51' Wijnaldum                |

## League Cup
| League Cup                                               |                            |                     |                                                                    | |                                |
| Wedstrijddetails                                         | Thuisploeg                 | Uitslag             | Uitploeg                                                           | Opstelling | Kaarten                        |
| 1/32 finale                                              |                            |                     |                                                                    | |                                |
| 23 augustus 2016 20:45 Pirelli Stadium Burton-upon-Trent | Burton Albion (II)         | 0-5                 | Liverpool FC                                                       | Mignolet Clyne, Matip, Lovren, Milner Lallana (64' Wijnaldum), Henderson, Can (71' Stewart) Mané, Origi, Firmino (64' Sturridge) |                                |
| 23 augustus 2016 20:45 Pirelli Stadium Burton-upon-Trent |                            | 0-1 0-2 0-3 0-4 0-5 | 15' Origi 22' Firmino 61' Naylor (own) 78' Sturridge 83' Sturridge | Mignolet Clyne, Matip, Lovren, Milner Lallana (64' Wijnaldum), Henderson, Can (71' Stewart) Mané, Origi, Firmino (64' Sturridge) |                                |
| 1/16 finale                                              |                            |                     |                                                                    | |                                |
| 20 september 2016 20:45 Pride Park Stadium Derby         | Derby County (II)          | 0-3                 | Liverpool FC                                                       | Karius Clyne, Matip, Klavan, Moreno Henderson (57' Can), Lucas, Coutinho (63' Ings) Firmino (78' Ejaria), Origi, Grujić          | 45+2' Moreno 76' Grujić        |
| 20 september 2016 20:45 Pride Park Stadium Derby         |                            | 0-1 0-2 0-3         | 24' Klavan 50' Coutinho 54' Origi                                  | Karius Clyne, Matip, Klavan, Moreno Henderson (57' Can), Lucas, Coutinho (63' Ings) Firmino (78' Ejaria), Origi, Grujić          | 45+2' Moreno 76' Grujić        |
| 1/8 finale                                               |                            |                     |                                                                    | |                                |
| 25 oktober 2016 20:45 Anfield Liverpool                  | Liverpool FC               | 2-1                 | Tottenham Hotspur                                                  | Mignolet Arnold (68' Clyne), Lucas, Klavan, Moreno Wijnaldum, Stewart, Grujić (89' Can), Ejaria Sturridge, Origi (68' Ings)      | 26' Arnold 82' Ings 84' Grujić |
| 25 oktober 2016 20:45 Anfield Liverpool                  | 9' Sturridge 64' Sturridge | 1-0 2-0 2-1         | 76' Janssen (pen.)                                                 | Mignolet Arnold (68' Clyne), Lucas, Klavan, Moreno Wijnaldum, Stewart, Grujić (89' Can), Ejaria Sturridge, Origi (68' Ings)      | 26' Arnold 82' Ings 84' Grujić |
| Kwartfinale                                              |                            |                     |                                                                    | |                                |
| 29 november 2016 20:45 Anfield Liverpool                 | Liverpool FC               | 2-0                 | Leeds United (II)                                                  | Mignolet Arnold, Lucas, Klavan, Moreno Ejaria (82' Milner), Stewart (67' Woodburn), Can Mané, Origi (90+1' Grujić), Wijnaldum    | 90+1' Origi                    |
| 29 november 2016 20:45 Anfield Liverpool                 | 76' Origi 81' Woodburn     | 1-0 2-0             |                                                                    | Mignolet Arnold, Lucas, Klavan, Moreno Ejaria (82' Milner), Stewart (67' Woodburn), Can Mané, Origi (90+1' Grujić), Wijnaldum    | 90+1' Origi                    |
| Halve finale                                             |                            |                     |                                                                    | |                                |
| 11 januari 2017 20:45 St. Mary's Stadium Southampton     | Southampton FC             | 1-0                 | Liverpool FC                                                       | Karius Clyne, Lovren, Klavan, Milner Wijnaldum (61' Coutinho), Lucas, Can Lallana, Sturridge, Firmino (83' Origi)                |                                |
| 11 januari 2017 20:45 St. Mary's Stadium Southampton     | 20' Redmond                | 1-0                 |                                                                    | Karius Clyne, Lovren, Klavan, Milner Wijnaldum (61' Coutinho), Lucas, Can Lallana, Sturridge, Firmino (83' Origi)                |                                |
| 25 januari 2017 21:00 Anfield Liverpool                  | Liverpool FC               | 0-1                 | Southampton FC                                                     | Karius Arnold, Matip, Lovren, Milner Can (78' Origi), Henderson, Lallana Firmino, Sturridge, Coutinho (87' Wijnaldum)            |                                |
| 25 januari 2017 21:00 Anfield Liverpool                  |                            | 0-1                 | 90+1' Long                                                         | Karius Arnold, Matip, Lovren, Milner Can (78' Origi), Henderson, Lallana Firmino, Sturridge, Coutinho (87' Wijnaldum)            |                                |

## Statistieken
De speler met de meeste wedstrijden is in het groen aangeduid, de speler met de meeste doelpunten in het geel.
| Nr. | Naam                   | Premier League | Premier League | FA Cup | FA Cup | League Cup | League Cup | Totaal | Totaal |
| Nr. | Naam                   | Wed            | Goals          | Wed    | Goals  | Wed        | Goals      | Wed    | Goals  |
| --- | ---------------------- | -------------- | -------------- | ------ | ------ | ---------- | ---------- | ------ | ------ |
| 1.  | Loris Karius           | 10             | 0              | 3      | 0      | 3          | 0          | 16     | 0      |
| 2.  | Nathaniel Clyne        | 37             | 0              | 0      | 0      | 4          | 0          | 41     | 0      |
| 3.  | Mamadou Sakho          | 0              | 0              | 0      | 0      | 0          | 0          | 0      | 0      |
| 5.  | Georginio Wijnaldum    | 36             | 6              | 1      | 0      | 5          | 0          | 42     | 6      |
| 6.  | Dejan Lovren           | 29             | 2              | 0      | 0      | 3          | 0          | 32     | 2      |
| 7.  | James Milner           | 36             | 7              | 0      | 0      | 4          | 0          | 40     | 7      |
| 10. | Philippe Coutinho      | 31             | 13             | 2      | 0      | 3          | 1          | 36     | 14     |
| 11. | Roberto Firmino        | 35             | 11             | 2      | 0      | 4          | 1          | 41     | 12     |
| 12. | Joe Gomez              | 0              | 0              | 3      | 0      | 0          | 0          | 3      | 0      |
| 13. | Alex Manninger         | 0              | 0              | 0      | 0      | 0          | 0          | 0      | 0      |
| 14. | Jordan Henderson       | 24             | 1              | 0      | 0      | 3          | 0          | 27     | 1      |
| 15. | Daniel Sturridge       | 20             | 3              | 3      | 0      | 4          | 4          | 27     | 7      |
| 16. | Marko Grujić           | 5              | 0              | 0      | 0      | 3          | 0          | 8      | 0      |
| 17. | Ragnar Klavan          | 20             | 0              | 1      | 0      | 4          | 1          | 25     | 1      |
| 18. | Alberto Moreno         | 12             | 0              | 3      | 0      | 3          | 0          | 18     | 0      |
| 19. | Sadio Mané             | 27             | 13             | 0      | 0      | 2          | 0          | 29     | 13     |
| 20. | Adam Lallana           | 31             | 8              | 1      | 0      | 3          | 0          | 35     | 8      |
| 21. | Lucas                  | 24             | 0              | 3      | 1      | 4          | 0          | 31     | 1      |
| 22. | Simon Mignolet         | 28             | 0              | 0      | 0      | 3          | 0          | 31     | 0      |
| 23. | Emre Can               | 32             | 5              | 2      | 0      | 6          | 0          | 40     | 5      |
| 25. | Cameron Brannagan      | 0              | 0              | 0      | 0      | 0          | 0          | 0      | 0      |
| 26. | Tiago Ilori            | 0              | 0              | 0      | 0      | 0          | 0          | 0      | 0      |
| 27. | Divock Origi           | 34             | 7              | 3      | 1      | 6          | 3          | 43     | 11     |
| 28. | Danny Ings             | 0              | 0              | 0      | 0      | 2          | 0          | 2      | 0      |
| 32. | Joël Matip             | 29             | 1              | 0      | 0      | 3          | 0          | 32     | 1      |
| 35. | Kevin Stewart          | 4              | 0              | 2      | 0      | 3          | 0          | 9      | 0      |
| 53. | Oviemuno Ejaria        | 2              | 0              | 3      | 0      | 3          | 0          | 8      | 0      |
| 54. | Sheyi Ojo              | 0              | 0              | 2      | 0      | 0          | 0          | 2      | 0      |
| 56. | Connor Randall         | 0              | 0              | 1      | 0      | 0          | 0          | 1      | 0      |
| 57. | Joe Maguire            | 0              | 0              | 0      | 0      | 0          | 0          | 0      | 0      |
| 58. | Ben Woodburn           | 5              | 0              | 3      | 0      | 1          | 1          | 9      | 1      |
| 59. | Harry Wilson           | 0              | 0              | 1      | 0      | 0          | 0          | 1      | 0      |
| 66. | Trent Alexander-Arnold | 7              | 0              | 2      | 0      | 3          | 0          | 12     | 0      |
| 68. | Pedro Chirivella       | 0              | 0              | 0      | 0      | 0          | 0          | 0      | 0      |

## Afbeeldingen

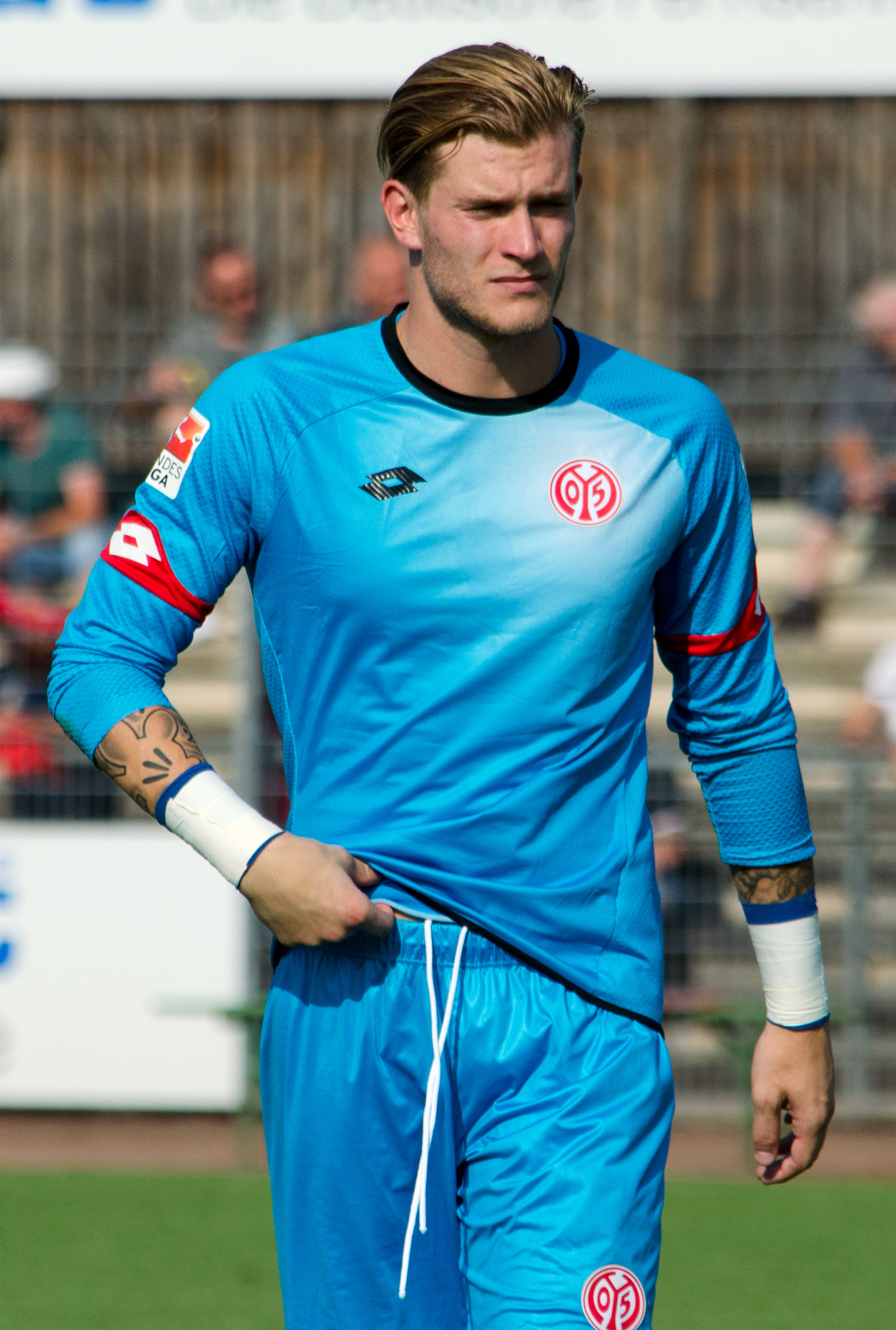
Loris Karius (doelman)
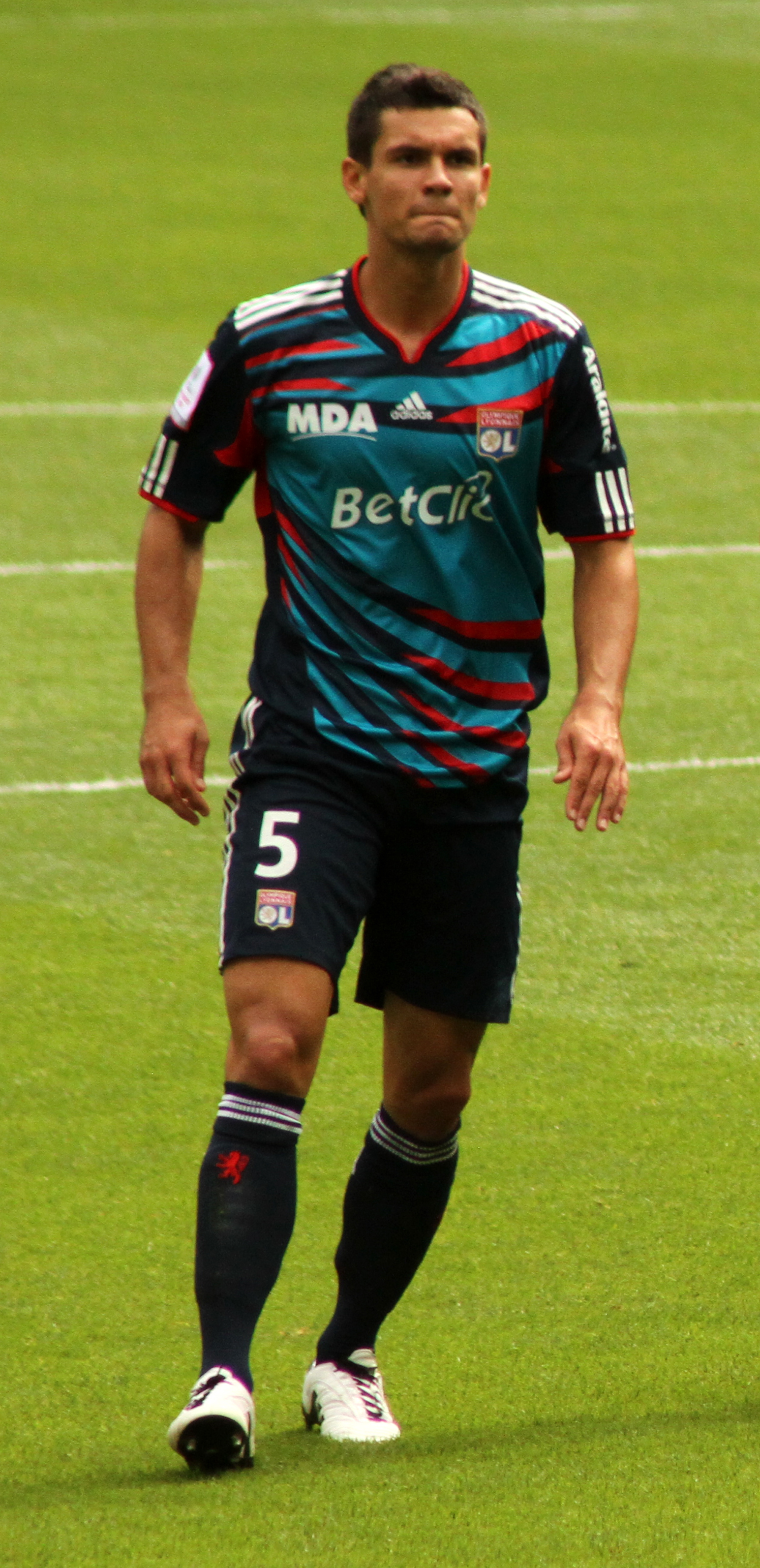
Dejan Lovren (verdediger)
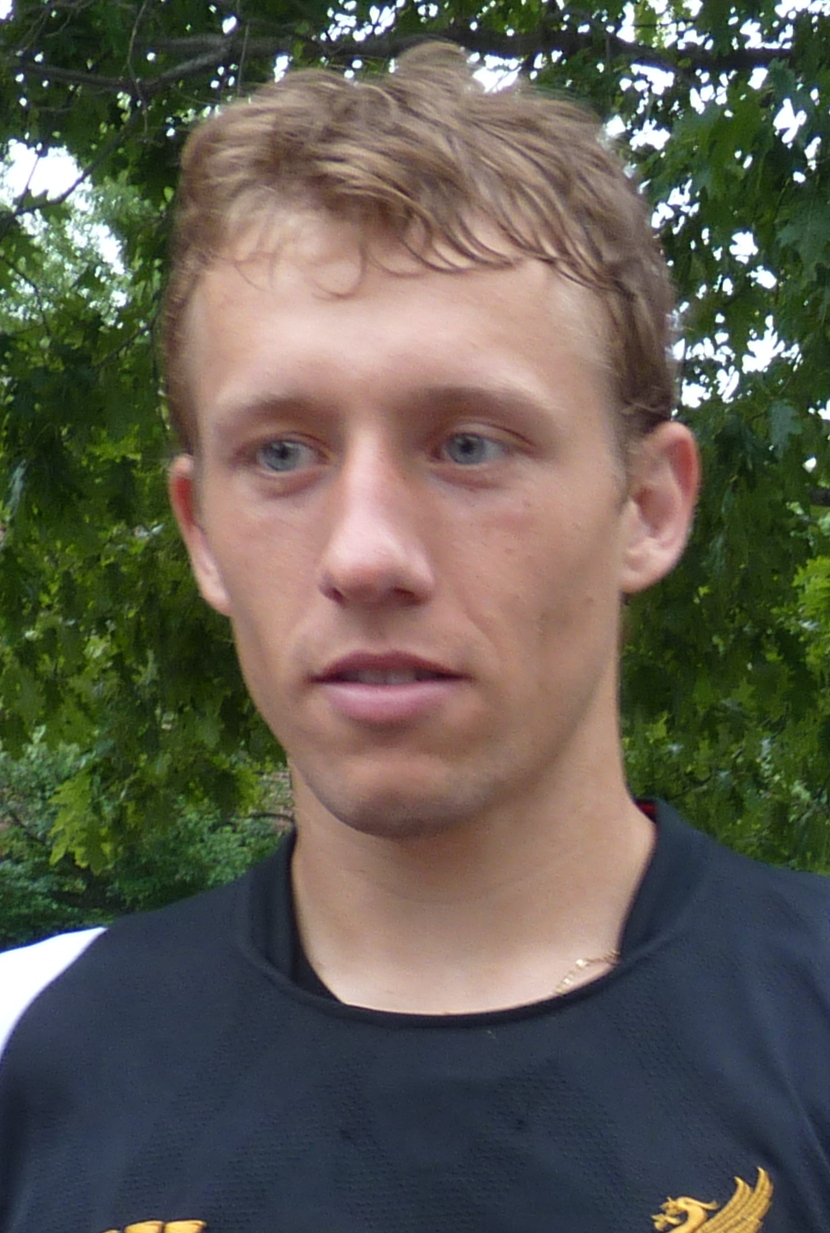
Lucas (middenvelder)
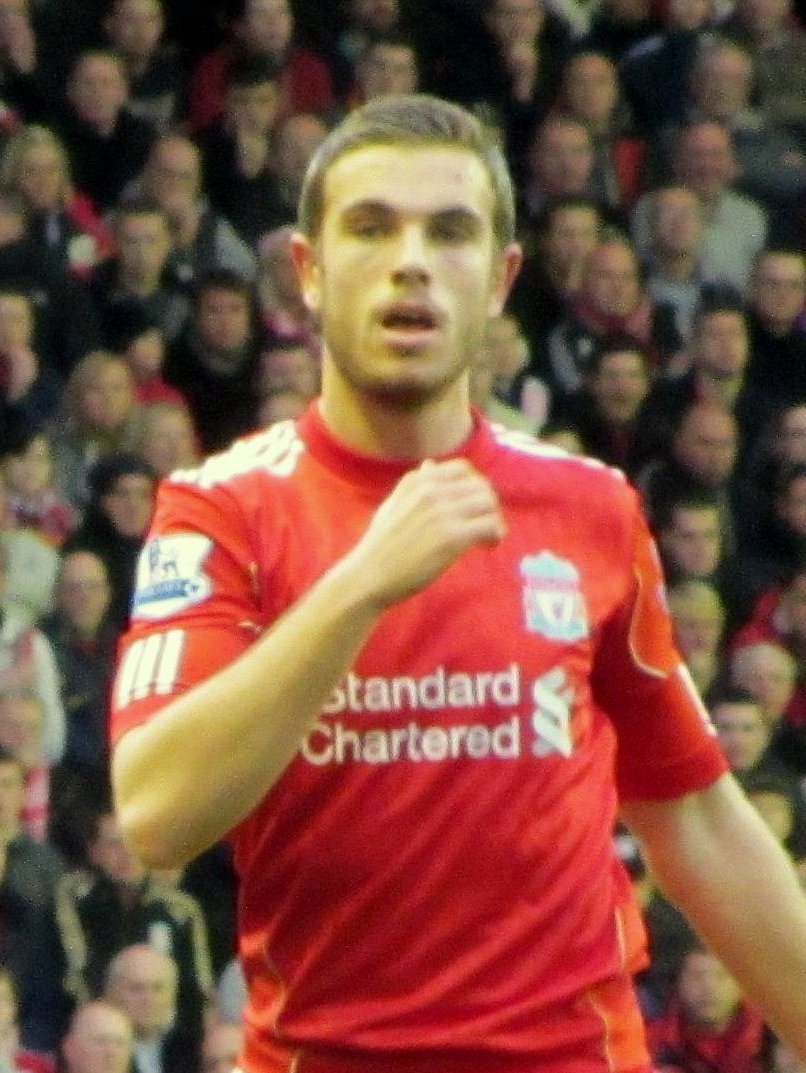
Jordan Henderson (middenvelder)
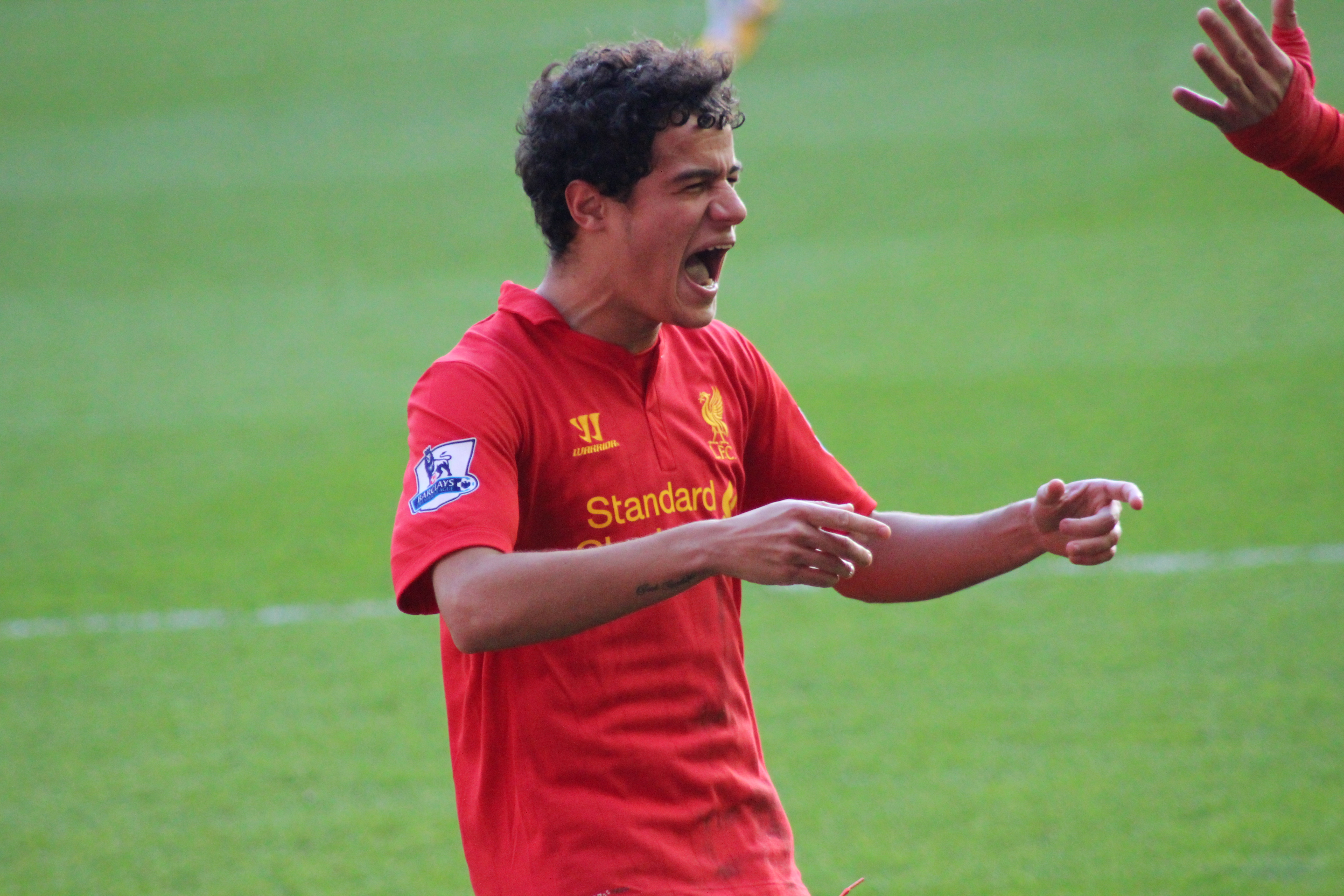
Philippe Coutinho (middenvelder)
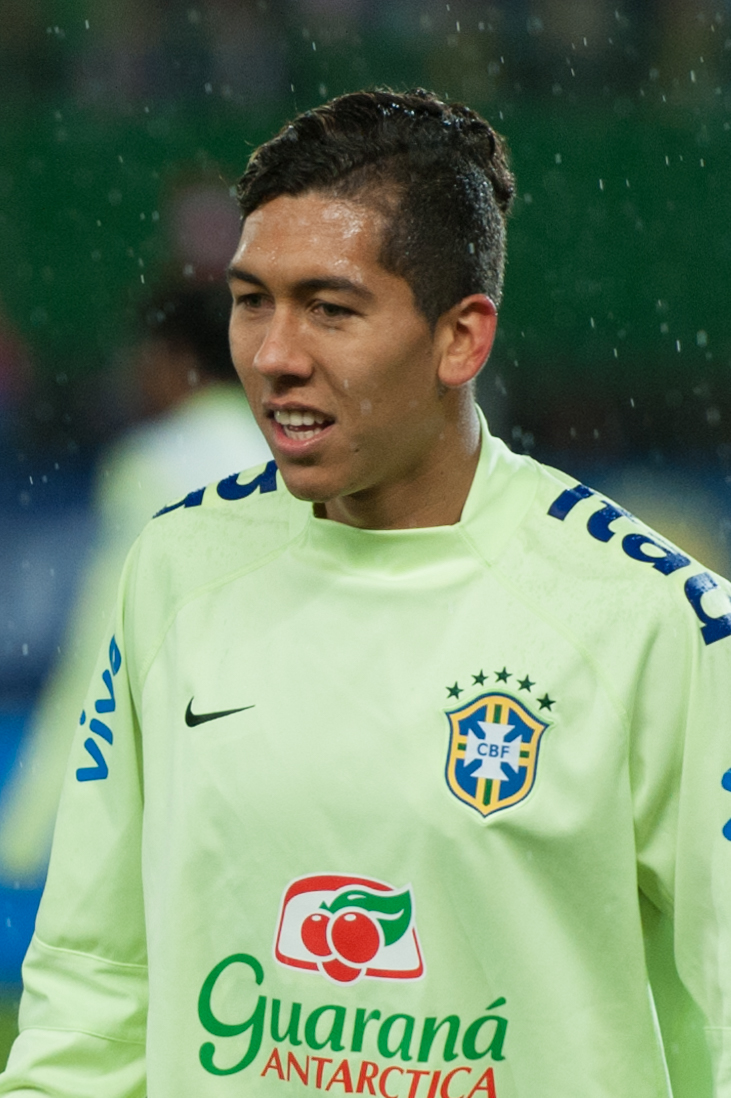
Roberto Firmino (middenvelder)
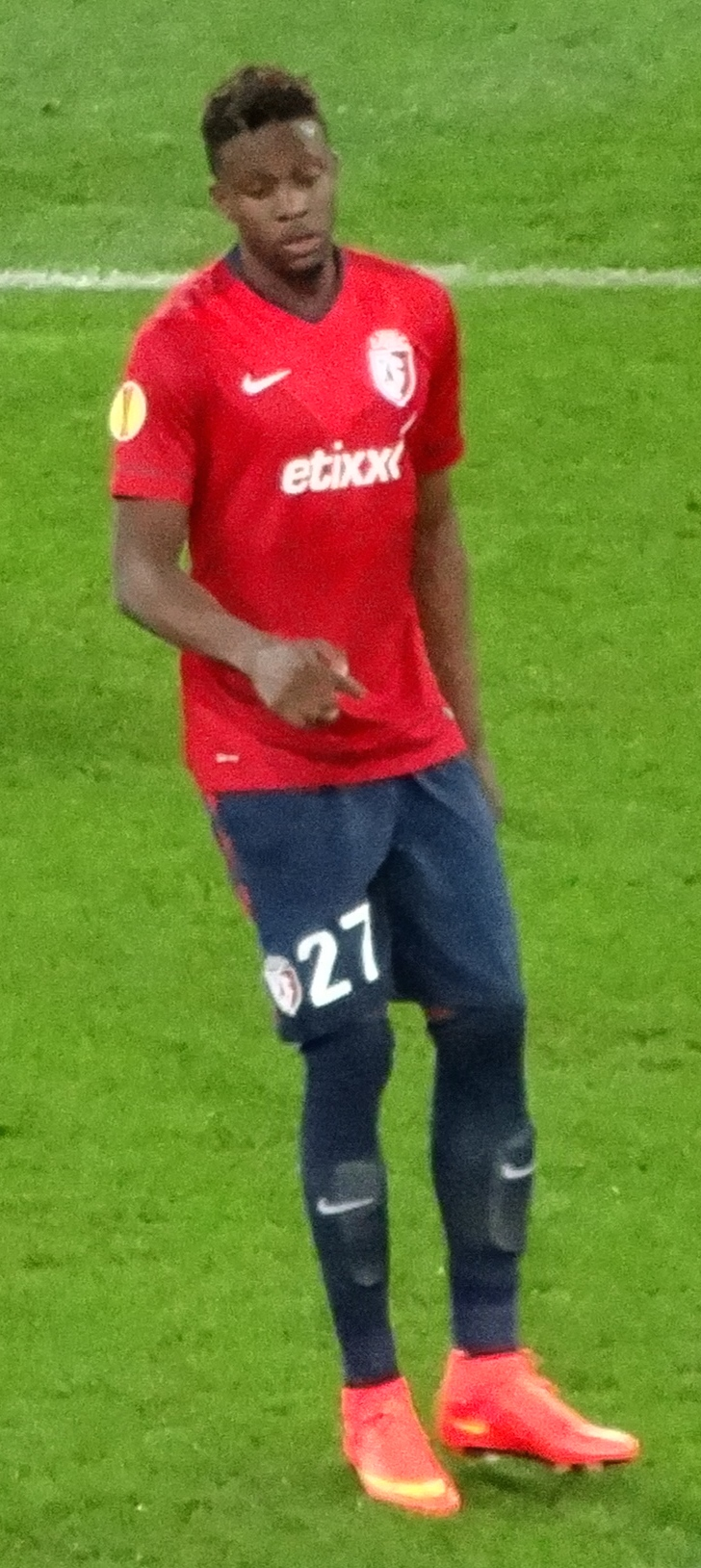
Divock Origi (aanvaller)
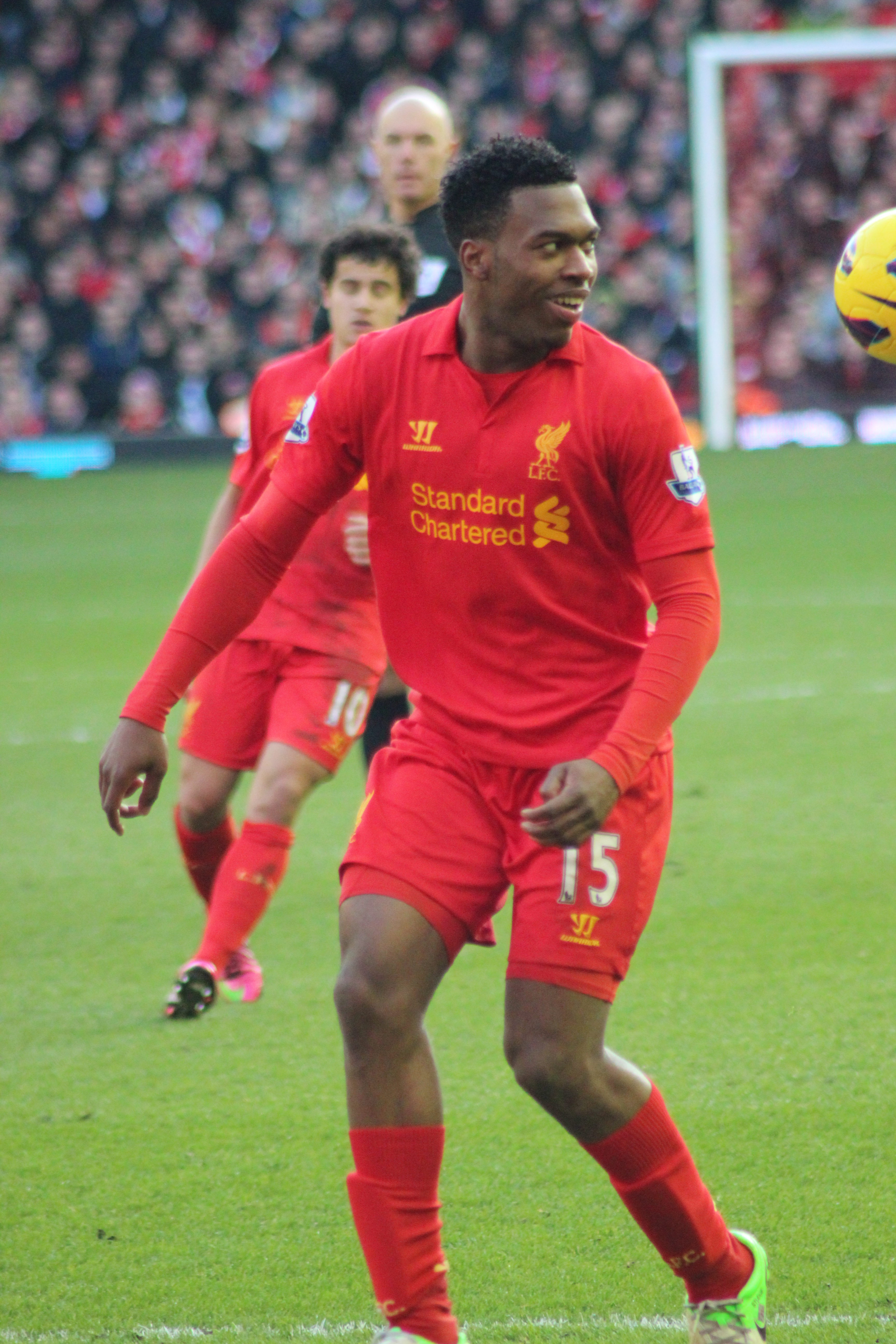
Daniel Sturridge (aanvaller)

2013/14 · 
2014/15 · 
2015/16 · 
2016/17 · 
2017/18 · 
2018/19 · 
2019/20 ·
2020/21 ·
2021/22 ·
2022/23 ·
2023/24 ·
2024/25